# Laneuveville-devant-Nancy
Laneuveville-devant-Nancy település Franciaországban, Meurthe-et-Moselle megyében. Lakosainak száma 6595 fő (2022. január 1.). Laneuveville-devant-Nancy Art-sur-Meurthe, Fléville-devant-Nancy, Heillecourt, Jarville-la-Malgrange, Saint-Nicolas-de-Port, Tomblaine, Varangéville és Ville-en-Vermois községekkel határos.

## Népesség
A település népességének változása:
| Lakosok száma | 4896 | 5114 | 4912 | 5800 | 5932 | 6529 | 6541 | 6553 | 6548 | 6595 |
|               | 1968 | 1982 | 1990 | 2006 | 2013 | 2015 | 2017 | 2019 | 2020 | 2022 |